# Ragenfrido
Ragenfrido o Ragenfredo o Raganfrido o Ragamfredo (... – 731) è stato un funzionario franco e maggiordomo di palazzo di Neustria dal 715 al 719 e della Burgundia dal 716 al 717.

## Origine
Era originario della regione dell'Andegavia, l'odierno Angiò, dove esercitò il suo potere, anche dopo il 719.

## Biografia
Di Ragenfrido si hanno scarse notizie e il suo nome compare nelle cronache di quel periodo storico solo dopo la morte di Pipino di Herstal.
Alla morte di Pipino di Herstal, il 16 dicembre 714, il re Dagoberto III insignì del titolo di maggiordomo di palazzo di Austrasia l'erede di Pipino Teodoaldo, già maggiordomo di Neustria e di Borgundia, con la reggenza dalla nonna, Plectrude, vedova di Pipino. In Neustria si iniziò una sedizione contro Teodoaldo e raccolto un esercito, nella foresta Cotia, vicino a Compiègne, i neustriani  si scontrarono con lo smisurato esercito austrasiano di Teodebaldo che si diede alla fuga. Così, nel 715, era iniziata, nel regno dei Franchi, la guerra civile e in Neustria fu nominato maggiordomo Ragenfrido che strinse un'alleanza col re di Frisia Redboldo, col quale attaccò l'Austrasia arrivando sino alle sponde della Mosa devastando la regione.
Sempre in quell'anno alla morte del re dei Franchi, Dagoberto III, nel 715, Ragenfrido chiamò sul trono l'ormai ultra quarantenne monaco Daniele (il figlio secondogenito del re dei Franchi Sali della dinastia merovingia, Childerico II e di Bilichilde), che, dopo aver fatto ricrescere i capelli, salì al trono come Chilperico II.
Nel frattempo Plectrude aveva fatto imprigionare il figliastro Carlo Martello, che aspirava ad essere maggiordomo d'Austrasia.
Diversamente dai suoi predecessori, Chilperico partecipò attivamente al governo del suo regno e alle campagne militari: infatti, approfittando della lotta per il potere in Austrasia, con Ragenfrido, che aveva rinnovato l'alleanza col re di Frisia Redboldo attraversarono le Ardenne e invasero l'Austrasia e, dopo averla devastata, arrivarono al Reno e raggiunta Colonia, dove Plectrude si era rinchiusa col nipote Teodealdo, e la posero sotto assedio.
Carlo Martello, che nel frattempo si era liberato dalla prigionia, dopo aver sconfitto e disperso i Frisoni, tentò, nel 716, di liberare Colonia dall'assedio, ma dopo aver subito ingenti perdite (Battaglia di Colonia) si dovette ritirare. Così Plectrude ed il nipote accettarono Chlperico II come re dei franchi e Raginfredo maggiordomo di Neustria, e inoltre cedettero loro buona parte della Borgundia e parte dell'Austrasia.
Nella battaglia di Amblava, vicino a Liegi, però, sulla via del ritorno, Chlperico II e Raginfredo furono sopraffatti da Carlo che, nel frattempo, era stato nominato maggiordomo d'Austrasia dalla nobiltà); Carlo successivamente li incalzò e, nel 717, dopo aver loro offerto invano la pace, nella domenica delle Palme li sconfisse nella battaglia di Viciago, li mise in fuga e li inseguì sino a Parigi riuscendo così a liberare l'Austrasia.
Dopo aver liberato l'Austrasia, Carlo rientrò a Colonia da vincitore, Plectrude dovette cedergli tutti i poteri ed i titoli che erano stati di suo padre.
Carlo Martello, in quello stesso anno, in opposizione a Chilperico II, proclamò re di Austrasia Clotario IV, legittimo erede di Dagoberto III.
Nel 718 Chilperico II e Ragenfrido, dopo la sconfitta a Vinciago, si allearono col duca d'Aquitania e duca di Guascogna, Oddone I, riconoscendogli il titolo di re che intervenendo col suo esercito di Vasconi partecipò alle battaglie contro il regno d'Austrasia ed il suo maggiordomo di palazzo, Carlo Martello, sino alla battaglia di Soissons del 719, dove si diede alla fuga e, riuscendo a sfuggire a Carlo Martello, Oddone si rifugiò ad Orléans, assieme a Chilperico II che riuscì ad attraversare la Loira , mettendo in salvo il tesoro reale. Mentre Ragenfrido, che si era ritirato nei suoi domini in Angiò, fu destituito dalla carica di maggiordomo di palazzo di Neustria.
Nel 719 morì il re dei Franchi d'Austrasia, Clotario IV, e, dopo la morte di quest'ultimo, Carlo offrì un accordo di amicizia a Oddone I in cambio della consegna di Chilperico II che gli venne consegnato col tesoro reale e che fu riconosciuto da Carlo Martello re di tutti i Franchi, mettendo fine alla guerra civile.
Nel 721 Carlo conquistò l'Angiò e Ragenfrido rinunciò ufficialmente al suo titolo di maggiordomo di palazzo, e in cambio, fu lasciato libero nei suoi domini.
Nel 724 i Neustriani, sotto la guida di Ragenfrido, si ribellarono, ma furono facilmente sconfitti da Carlo, ma Ragenfrido fu lasciato libero, nei suoi possedimenti.
Ragenfrido morì nel 731.

## Discendenza
Di Ragenfrido non si conosce alcuna discendenza.

### Fonti primarie
- (LA)  Fredegario, FREDEGARII SCHOLASTICI CHRONICUM CUM SUIS CONTINUATORIBUS, SIVE APPENDIX AD SANCTI GREGORII EPISCOPI TURONENSIS HISTORIAM FRANCORUM.
- (LA)  Annales Marbacenses.
- (LA)  Annales Mettenses Priores.
- (LA)  Monumenta Germaniae historica: Domus Carolingicae genealogia.
- (LA)  Monumenta Germaniae historica: Chronicon Moissiacensis.
- (LA)  Rerum Gallicarum et Francicarum Scriptores, tomus tertius.

### Letteratura storiografica
- Christian Pfister, "La Gallia sotto i franchi merovingi: vicende storiche", cap. XXI, vol. I (La fine del mondo antico) della Storia del Mondo Medievale, pp. 688–711.